# Арсеньев, Михаил Михайлович (военный)
Михаил Михайлович Арсеньев (18 июня [30] июня 1856, Орск, Оренбургская губерния, Российская империя — ?, РСФСР) — русский военачальник, Генерального штаба полковник Русской императорской армии, участник Памирских походов и Первой мировой войны. Начальник Памирского отряда Туркестанского военного округа (1903—1905).

## Биография
Михаил Михайлович Арсеньев родился 18 (30) июня 1856 года в городе Орске Оренбургской губернии Российской империи.
«Служил в туркестанских стрелковых частях». В сентябре 1893 года Арсеньев в чине капитана 2-го Туркестанского линейного батальона с 20-ю стрелками, совместно с 20-ю казаками 6-го полка Оренбургского казачьего войска, назначенными в прикрытие транспорту продовольствия, он участвовал из числа офицеров Алайского (резервного) отряда в составе летучего отряда полковника Ионова (на реке Бартанг в Рушане): 

«Имя М.Е. Ионова непосредственно связано с историей установления российской власти на Памире. Михаил Ефремович Ионов был одним из самых выдающихся туркестанцев — той корпорации профессиональных русских военных, чья служба и жизнь прошла в Средней Азии. Среди них было множество боевых офицеров, готовых испытать себя в порой экстремальных условиях, характерных для пограничного региона. Эти офицеры отличались не только отменной боевой подготовкой, хорошим образованием, но и знанием местности, обычаев, языков населения».— Н. Л. Лужецкая
С 1900 года проходил военную службу в офицерском составе в 3-м Закаспийском стрелковом батальоне.
В июле 1903 года был направлен на службу на Памир в должности начальника Памирского отряда Туркестанского военного округа Русской императорской армии Вооружённых сил Российской империи, где находился по 1905 год: 

«Неоднократно поднимался вопрос каким образом организовать на Памире продовольственную часть на случай военных действий. Природа Памира не допускала обычных решений <…> вопрос необходимо было решить, иначе территорию пришлось бы оставить <…> Необходимо было спешить с этим <…> через два-три года решить этот вопрос в свою пользу было бы трудно <…> В 1905 году в Ташкенте проходило специальное совещание <…> была выработана и утверждена инструкция начальника Памирского отряда. Он (Арсеньев) получил права уездного начальника, а власть бухарского эмира на Памире носила формальный характер. <…> Россия в лице начальника отряда прилагала большие усилия, чтобы улучшить экономическое положение таджиков на Памире».— Х. Х. Юсуфбеков

«В военном отношении начальник (Памирского отряда) подчинялся командующему войсками Туркестанского военного округа, в гражданском (статском) отношении (по административному управлению Памиром) на правах уездного начальника подчинялся военному губернатору Ферганской области <…> Арсеньев Михаил Михайлович, Генерального штаба подполковник (1903—1905)».— 
По другим данным «в конце 1903 года Снесарева сменил подполковник Арсеньев. Новый начальник отряда (М. М. Арсеньев) не только не защищал местное население от бухарского произвола  , а сам проявлял жестокость в отношении жителей. Начались народные волнения». В этой связи на Памир с проверкой приехали высокопоставленные чиновники. После, анализируя ситуацию, новый генерал-губернатор Туркестанского генерал-губернаторства Н. Н. Тевяшов приходит к выводу назначить опытного капитана Кивекэса вновь начальником Памирского отряда, и 12.01.1905 утверждает «Временную инструкцию начальнику Памирского отряда». С этого момента начальник Памирского отряда пользовался правами главы уезда и подчинялся военному губернатору Ферганской области, получает право давать указания бухарскому чиновнику по вопросам административного управления. 20 января 1905 г. Э. К. Кивекэс в третий раз получает назначение на Памир, где он пробудет до конца октября 1908 года.
По состоянию на 1 января 1909 года Михаил Арсеньев состоял на службе в 19-м Туркестанском стрелковом батальоне, дислоцированном на тот период истории в городе Керки, в чине подполковника Генерального штаба.
С 1910 года проходил службу в 1-м батальоне 11-го Туркестанского стрелкового полка, принимал активное участие в  Первой мировой войне с 1914 года, в начале в оборонительных, а затем в наступательных действиях.
В начале 1914 года подполковник 11-го Туркестанского стрелкового полка Арсеньев произведен в чин полковника (ВП 31.12.1913; «Р» № 1212, 1914). Царское Село.
По данным протокола допроса ОГПУ СССР от 29 ноября 1930 года, 74-летний Михаил Михайлович Арсеньев на тот период времени был отмечен как «бывший полковник» и «безработный»:

«Из протокола допроса М.М. Арсеньева. 29 ноября 1930 г. Муханова генерал-майора я знал, как полковника (в его бытности начальником Памирского отряда). Приблизительно в мае 1918 или [19]17 году <…> это было еще при старой армии, Муханов приехал в город Фергану (быв[щий]Скобелев) будучи назначен начальником штаба войск Ферганской области, откуда он приехал, я не знаю, вместе с ним приехала жена и, кажется, 2 детей. Муханов в должности нач[альника] штаба пробыл не долго, не более года, и что он делал короткий период после расформирования царской армии и организации Красной, мне неизвестно <…> Как он перешел на сторону сов[етской] вл[асти], об этом я не слышал, но хорошо помню, что он был арестован [и] осужден на два года, и где он живет после отбытия наказания, неизвестно…».— 

## Семья
- Супруга Вера Ивановна Арсеньева (в девичестве Булгакова)[20].

### Комментарии
1. ↑  «По сведениям бывшего начальника Памирского отряда А. Снесарева (1902—1903 гг.) по состоянию на начало 1903 года: „… бывшие ханства составляли шесть волостей… Вахан (долина Пянджа, от Лангара — Гишта до Намадгута) Горон и Ишкашим (от Намадгута до Андароба), долина Шах-Дары, долина Гунта, Поршиневский участок…, Калай-Вамарская волость и Бартангская волость. В Западном Памире к концу прошлого года (1902) насчитывалось 97 кишлаков, 1427 хозяйств или отдельных дворов 14125 человек народонаселения. Из этого числа работников, считая мужчин и женщин, было 7030, т. е. 50%, а к остальным 50% принадлежали старики (старше 50 лет) и дети (моложе 12 лет), работников-мужчин было более 3500 или 25% жителей. Из всего состава хозяйств, если определить по норме зякета (поборы бухарского эмира), оказалось бы всем зажиточных хозяйств 37, средних — 282, бедных — 1068 и безземельных — 40“»[1].
2. ↑  «Эдуард Карлович Кивекэс (фин. Каарло Эдвард Кивекяс) неоднократно был начальником Памирского отряда (1897–1899, штабс-капитан 1898; 1901–1902, капитан 1902; 1905–1908, подполковник 1905)»[3].
3. ↑  

«Переименован (батальон) 14.07.1867 г. во 2-й Туркестанский Линейный батальон, из Оренбургского Линейного № 2-го батальона <…> На древко знамени установлена скоба с надписью: 1711. Казанскаго Гарнизона Уфимскiй полкъ. 1867. 2-го Туркестанскаго Линейнаго баталiона. 1867-1876 гг. - Завоевание Средней Азии: второй поход на Хиву; Кокандский поход. К 1873 г. - расквартирован в укр. Ура-Тюбе (Туркестанский ВО). (РСВ) В 1877 г. - передислоцирован в г. Коканд. (Туркестанский ВО). <…> В 1883 г. - Батальон переведен в г. Маргелан Ферганской обл. (Туркестанский ВО). (РСВ) 10.11.1884 г. - Батальон вошел в состав, вновь образованной, 4-й Туркестанской Линейной бригады. (ПВМ315) В 1888 г. - Батальон вошел в состав 3-й Туркестанской Линейной бригадой. <…> 1892 г. - Алайский поход. 1893 г. - Поход на Памир. С 11.08.1896 г. - В составе 3-й Туркестанской отдельной Линейной бригады. <…> 18.06.1899 г. - 3-я Туркестанская Линейная бригада вошла в состав 1-го Туркестанского армейского корпуса. <…> 27.06.1900 г. – (батальон) Переименован в 9-й Туркестанский Стрелковый батальон».— Историческая справка по Туркестанским стрелковым батальонам: 2-й Туркестанский Линейный батальон // Antologifo.narod.ru.
4. ↑  «На случай каких-нибудь осложнений при отряде следовал обоз с 80-ю пуд. сухарей и 40 пуд. крупы, т.е. месячный запас продовольствия 70-75 человек»[13].
5. ↑  «Отчет по Алайскому резервному отряду и по движению летучего отряда на р. Бартанг в Рошане. На основании приказа Главного Начальника округа, из войск Ферганской области, приказом по этим войскам от 18-го мая 1893 г. за № 150 сформирован в г. Маргелан под моим начальством Алайский резервный отряд, причем я, вместе с тем, назначен начальником войск, расположенных за Алайским хребтом и на Памирах, а также и заведывающим Памирским населением на правах уездного начальника…»[14].
6. ↑  «…с 1866 г., в чине подпоручика Оренбургского стрелкового батальона, оказался на войне, которую вела Россия, наступая на Бухару. И в 1867 г. он сразу же отличился в боях - за дело на р. Ак-Булак <…> участвовал в штурме Самаркандских высот, <…> в бою у Зерабулакских высот <…> В 1869 г. он командир роты, а в 1871 г. - уже штабс-капитан, участник Хивинского похода, <…> Это произошло 18 января 1874 г., а через два дня Ионов произведен в капитаны и готовится к походу на Коканд. <…> отличается в боях, особенно при штурме Андижана, после которого 30-летний майор <…> первые десять лет, проведенные им в Средней Азии»[13].
7. ↑  «5-го сентября (1893 г.) утром, представив командующему войсками Ферганской области рапорт <…> и мое (Ионов) донесение за № 28, я выступил с летучим отрядом из 20-ти казаков № 6 полка Оренбургского казачьего войска и с 20-ю стрелками 2-го Туркестанского линейного батальона, <…> Из числа офицеров Алайского отряда со мной выступили генерального штаба капитан Бедряга, 2-го Туркестанского линейного батальона капитан Арсеньев и № 6 конного полка Оренбургского казачьего войска сотник Лобанов»[15].
8. ↑  Батальон сформирован 20 мая 1882 г. После с 20 февраля 1910 г. вместе с 4-м Закаспийским стрелковым батальоном был обращён на составление 18-го Туркестанского стрелкового полка Туркестанского военного округа[16].
9. ↑  «26 июля 1903 года священник Вячеслав Соколов в присутствии начальников Памирского отряда Снесарева и сменяющего его М. М. Арсеньева освятил здания нового Памирского поста»[3].
10. ↑  

«„Инструкции начальнику Памирского отряда“, которая была утверждена в 1905 г. туркестанским генерал-губернатором Н. Н. Тевяшевым…».— Некрасов, О. В. Исторический опыт Памирского отряда по охране границы Российской империи в конце XIX — начале XX вв. / Некрасов О. В.. — М., 2017. — С. 87.
11. ↑  «…Знакомство с делами канцелярии по делам Памиров привело меня к убеждению в необходимости тщательного изучения экономического положения населения Памирских бекств, системы бухарского управления <…> Памирские бекства могут быть вполне утилизированы <…> и привлечении на нашу сторону всех симпатий (местного) населения путем облегчения трудного его материального положения и обеспечения основных прав каждой отдельной личности. 5-го июля (1904 г.) я выехал-из Нового Маргелана в город Ош <…> 20-го июля я благополучно прибыл на пост Памирский, в урочище Шаджан на р. Мургабе, где в это время, по случаю смены части нижних чинов отряда, находились начальник его, подполковник Арсеньев и сменявшиеся офицеры <…> На Памирском же посту я нашел 106 человек таджиков Шугнана и Вахана, бежавших с родины в наши владения <…> подполковник Арсеньев просил меня взять их под свое покровительство и убедить вернуться по домам. После переговоров с представителями беженцев мне удалось уговорить их возвратиться на родину, при условии, что я огражу их от каких-либо репрессалий со стороны бухарских властей <…> 2-го августа, прибыл в штаб-квартиру Памирского отряда, пост Хорог на реке Гунте. По пути всюду население обращалось ко мне с жалобами, устными и письменными, на всякие беззакония и жестокости бухарских властей…»[12].
12. ↑  «…деятельность бухарской администрации рисуется в самом неблагоприятном свете. В результате девятилетнего хозяйничанья бухарских виновников в Памирских бекствах получилось разорение и крайнее озлобление населения. К этим выводам не мог не прийти, хотя и в более мягкой форме, чем его предшественники, даже теперешний начальник отряда подполковник Арсеньев, которого и в Ташкенте, и в Новом Маргелане упрекают в излишней угодливости (бухарскому) беку Шугнана, Вахана и Роушана»[12].
13. ↑  «…после чего в течение нескольких месяцев передаст дела своему преемнику А. В. Муханову»[18].
14. ↑  Город известен в истории с X века, до 1917 года город был административным центром Керкинского бекства в Бухарском эмирате.
15. ↑  Чин «подполковник» в Российской империи относился к категории офицерских чинов, его носители входили в состав штаб-офицеров. В Генеральном штабе присваивался офицерам в должности, имеющие высокого уровня военного опыта и квалификации.
16. ↑  «В 1915 г. полк (в котором сражался Арсеньев) был развернут в 4-х батальонный состав и продолжал активно участвовать в боевых действиях в рамках расширения русской армии в начале Первой мировой войны»[7].